# Gare de Saint-Chamas
Gare de Saint-Chamas – przystanek kolejowy w Saint-Chamas, w departamencie Delta Rodanu, w regionie Prowansja-Alpy-Lazurowe Wybrzeże, we Francji.
Jest przystankiem kolejowym Société nationale des chemins de fer français (SNCF), obsługiwanym przez pociągi TER Provence-Alpes-Côte d’Azur kursujące między Miramas i Marsylią.